# 迈杰里·鲍拉日
迈杰里·鲍拉日（匈牙利語：Balázs Megyeri；1990年3月31日—）是一位匈牙利足球運動員。在場上的位置是守門員。他現在效力於土耳其足球超級聯賽球會格茲泰佩。他也代表匈牙利國家足球隊參賽。

## 外部連結
- Magyar Futball profile （匈牙利語）
- 迈杰里·鲍拉日－UEFA國際賽競賽紀錄
- Soccerway資料庫：迈杰里·鲍拉日